# David Baltimore
David Baltimore (New York, 7 maart 1938) is een Amerikaans bioloog en winnaar van de Nobelprijs. Hij won in 1975 samen met Renato Dulbecco en Howard Temin de Nobelprijs voor Fysiologie of Geneeskunde voor het beschrijven hoe tumorvirussen inwerken op het genetische materiaal van de cel.

## Biografie
Baltimore studeerde in 1956 af aan de Great Neck High School, haalde in 1960 zijn Bachelor of Arts aan het Swarthmore College en in 1964 zijn PhD aan de Rockefeller-universiteit. Hij ging na een postdoc aan het Massachusetts Institute of Technology MIT en het Albert Einstein College of Medicine in 1968 werken bij het MIT.
Zijn grootste bijdrage aan de virologie in 1975, het jaar waarin hij zijn Nobelprijs won, was de ontdekking van reverse-transcriptase, RTase of RT. Reverse-transcriptase is een enzym dat enkelstrengs RNA transcribeert naar dubbelstrengs DNA. Hij ontdekte dit enzym in een virus dat kanker veroorzaakt bij muizen terwijl, onafhankelijk van hem, Howard Termin reverse-transcriptase ontdekte in een virus dat kanker bij kippen veroorzaakt. Hoewel het onderzoek zich aanvankelijk richtte op virussen die kanker veroorzaken bewees later onderzoek aan dat reverse-transcriptase essentieel is voor de reproductie van retrovirussen, zoals hiv. Baltimore was in 1975 eveneens een organisator van de Asilomarconferentie over recombinant DNA. Daarnaast ontwikkelde hij de Baltimore-classificatie, waarbij virussen in zeven klassen worden ingedeeld gebaseerd op het mechanisme van virale mRNA-synthese.
Baltimore en Vincent Racaniello gebruikten in 1981 recombinant DNA-technologie voor het genereren van een plasmide die het genoom van poliovirus kon coderen. Het plasmide-DNA werd in een cel van een zoogdier aangebracht, waarna het poliovirus werd geproduceerd. Deze methode voor het maken van DNA dat het genoom van een virus codeert wordt vandaag de dag veel gebruikt in de virologie. Andere belangrijke ontdekkingen van Baltimores laboratorium zijn de ontdekking van de transcriptiefactor NF-kB en de recombination activating genes RAG-1 en RAG-2.
Baltimore werd in 1982 de oprichter-directeur van MIT's Whitehead Institute, waar hij tot juni 1990 bleef. Hij werd op 1 juli 1990 president van de Rockefeller-universiteit in New York.
Hij was eind jaren 80 en begin jaren 90 bij een schandaal betrokken rondom MIT-medewerker Thereza Imanishi-Kari. Deze werd beschuldigd van het vervalsen van wetenschappelijk onderzoek en dat had invloed op de reputatie van Baltimore. Hij trad vanwege dit schandaal op 3 december 1991 als president van de Rockefeller-universiteit af, maar bleef wel tot 1994 onderzoek aan de universiteit doen. Onderzoek van het National Institutes of Health toonde in 1996 aan dat er niet doelbewust was gefraudeerd, maar dat er wel fouten waren gemaakt die tot een onjuist resultaat hadden geleid.
Hij werd op 13 mei 1997 uitgenodigd om president van Caltech te worden, begon daar op 17 oktober 1997 met werken en werd op 9 maart 1998 officieel beëdigd. President Bill Clinton gaf hem in 1999 de National Medal of Science en in 2004 gaf de Rockfeller-universiteit hem een eredoctoraat. Baltimore kondigde in oktober 2005 zijn ontslag als president aan.
Hij heeft invloed gehad op het nationale beleid over onderzoek naar recombinant DNA en de aidsepidemie, maar heeft ook veel studenten bij hun afstuderen begeleid. Baltimore is lid van de Bulletin of the Atomic Scientists' Raad van Sponsors, de National Academy of Sciences NAS, het NAS Institute of Medicine IOM, van de raad van bestuur van Amgen en van BB Biotech, en lid van de National Institutes of Health NIH, het AIDS Vaccine Research Committee en veel andere organisaties. Hij is getrouwd met Alice S. Huang.

## Websites
- Caltech Biology Division Faculty member. David Baltimore. gearchiveerd
- The Baltimore Laboratory. gearchiveerd

- Base de données des élites suisses: 53507
- Bibsys: 90345339
- Biblioteca Nacional de España: XX844747
- Bibliothèque nationale de France: cb12104072f (data)
- CiNii: DA00597300
- DBLP: 196/8414
- Gemeinsame Normdatei: 120924455
- International Standard Name Identifier: 0000 0001 1680 735X
- Library of Congress Control Number: n85363873
- MusicBrainz: c543b94e-0473-42f2-b835-7514fd675614
- Nationale Bibliotheek van Tsjechië: nlk20000080337
- Nationale Bibliotheek van Israël: 987007258000105171
- Nationale en Universitaire bibliotheek Zagreb: 000096063
- Nederlandse Thesaurus van Auteursnamen: 067595006
- ORCID: 0000-0001-8723-8190
- Réseau des bibliothèques de Suisse occidentale: 02-A002964800
- LIBRIS: 176685
- SNAC: w6w66x1v
- Système universitaire de documentation: 029406145
- Trove: 1033049
- Virtual International Authority File: 84791569
- WorldCat: E39PBJkCXxYhVfCkRCwdXYdvpP

1901: Behring · 
1902: Ross · 
1903: Finsen · 
1904: Pavlov · 
1905: Koch · 
1906: Golgi, Ramón y Cajal · 
1907: Laveran · 
1908: Mechnikov, Ehrlich · 
1909: Kocher · 
1910: Kossel · 
1911: Gullstrand · 
1912: Carrel · 
1913: Richet ·
1914: Bárány · 
1919: Bordet · 
1920: Krogh · 
1922: Hill, Meyerhof · 
1923: Banting, Macleod · 
1924: Einthoven ·
1926: Fibiger · 
1927: Wagner-Jauregg · 
1928: Nicolle · 
1929: Eijkman, Hopkins · 
1930: Landsteiner · 
1931: Warburg · 
1932: Sherrington, Adrian · 
1933: Morgan · 
1934: Whipple, Minot, Murphy · 
1935: Spemann · 
1936: Dale, Loewi · 
1937: Szent-Györgyi · 
1938: Heymans · 
1939: Domagk · 
1943: Dam, Doisy · 
1944: Erlanger, Gasser · 
1945: Fleming, Chain, Florey · 
1946: Muller · 
1947: C. Cori, G. Cori, Houssay · 
1948: Müller · 
1949: Hess, Moniz · 
1950: Kendall, Reichstein, Hench · 
1951: Theiler · 
1952: Waksman · 
1953: Krebs,Lipmann ·
1954: Enders, Weller, Robbins · 
1955: Theorell · 
1956: Cournand, Forssmann, Richards · 
1957: Bovet · 
1958: Beadle, Tatum, Lederberg · 
1959: Ochoa, Kornberg · 
1960: Burnet, Medawar · 
1961: Békésy · 
1962: Crick, Watson, Wilkins · 
1963: Eccles, Hodgkin, Huxley · 
1964: Bloch, Lynen · 
1965: Jacob, Lwoff, Monod · 
1966: Rous, Huggins · 
1967: Granit, Hartline, Wald · 
1968: Holley, Khorana, Nirenberg · 
1969: Delbrück, Hershey, Luria · 
1970: Katz, Euler, Axelrod · 
1971: Sutherland · 
1972: Edelman, Porter · 
1973: Frisch, Lorenz, Tinbergen · 
1974: Claude, De Duve, Palade · 
1975: Baltimore, Dulbecco, Temin ·
1976: Blumberg, Gajdusek · 
1977: Guillemin, Schally, Yalow · 
1978: Arber, Nathans, Smith · 
1979: Cormack, Hounsfield · 
1980: Benacerraf, Dausset, Snell · 
1981: Sperry, Hubel, Wiesel · 
1982: Bergström, Samuelsson, Vane · 
1983: McClintock · 
1984: Jerne, Köhler, Milstein · 
1985: Brown, Goldstein · 
1986: Cohen, Levi-Montalcini · 
1987: Tonegawa · 
1988: Black, Elion, Hitchings · 
1989: Bishop, Varmus · 
1990: Murray, Thomas · 
1991: Neher, Sakmann · 
1992: Fischer, Krebs · 
1993: Roberts, Sharp · 
1994: Gilman, Rodbell · 
1995: Lewis, Nüsslein-Volhard, Wieschaus · 
1996: Doherty, Zinkernagel · 
1997: Prusiner · 
1998: Furchgott, Ignarro, Murad · 
1999: Blobel · 
2000: Carlsson, Greengard, Kandel ·
2001: Hartwell, Hunt, Nurse · 
2002: Brenner, Horvitz, Sulston · 
2003: Lauterbur, Mansfield · 
2004: Axel, Buck · 
2005: Marshall, Warren ·
2006: Fire, Mello ·
2007: Capecchi, Smithies, Evans ·
2008: Zur Hausen, Barré–Sinoussi, Montagnier ·
2009: Blackburn, Greider, Szostak ·
2010: Edwards ·
2011: Beutler, Hoffmann, Steinman ·
2012: Gurdon, Yamanaka ·
2013: Rothman, Schekman, Südhof ·
2014: O'Keefe, Moser, Moser ·
2015: Campbell, Omura, Tu ·
2016: Osumi ·
2017: Hall, Rosbash, Young ·
2018: Allison, Honjo ·
2019: Kaelin, Ratcliffe, Semenza ·
2020: Alter, Houghton, Rice ·
2021: Julius, Patapoutian ·
2022: Pääbo ·
2023: Karikó, Weissman ·
2024: Ambros, Ruvkun